# Rockbridgeit
Rockbridgeit ist ein eher selten vorkommendes Mineral aus der Mineralklasse der Phosphate, Arsenate und Vanadate. Es kristallisiert im orthorhombischen Kristallsystem mit der chemischen Zusammensetzung Fe2+Fe3+4[(OH)5|(PO4)3] und ist damit chemisch gesehen ein Eisen(II, III)-Phosphat mit zusätzlichen Hydroxidionen.
Rockbridgeit ist durchscheinend und entwickelt meist faserige, nach der a-Achse gestreckte Kristalle, die bis zu 3 cm groß werden. Je nach Ausprägung weisen die Kristalloberflächen einen glasähnlichem Glanz auf oder sind matt.

## Etymologie und Geschichte
Erstmals entdeckt wurde Rockbridgeit in der Midvale Mine, einem Tagebau am South Mountain nahe dem gleichnamigen Ort Midvale im Rockbridge County des US-Bundesstaates Virginia.
Beschrieben wurde das Mineral 1949 von Clifford Frondel, der es nach dem County benannte, in dem dessen erste Fundstelle (Typlokalität) liegt.

## Klassifikation
Bereits in der veralteten, aber teilweise noch gebräuchlichen 8. Auflage der Mineralsystematik nach Strunz gehörte der Rockbridgeit zur Mineralklasse der „Phosphate, Arsenate und Vanadate“ und dort zur Abteilung der „Wasserfreien Phosphate, mit fremden Anionen F, Cl, O, OH“, wo er zusammen mit Frondelit die unbenannte Gruppe VII/B.10 bildete.
Die seit 2001 gültige und von der International Mineralogical Association (IMA) verwendete 9. Auflage der Strunz’schen Mineralsystematik ordnet den Rockbridgeit ebenfalls in die Abteilung der „Phosphate usw. mit zusätzlichen Anionen; ohne H2O“ ein. Diese ist jedoch weiter unterteilt nach der relativen Größe der beteiligten Kationen und dem Stoffmengenverhältnis der zusätzlichen Anionen zum Phosphat-, Arsenat- bzw. Vanadatkomplex, so dass das Mineral entsprechend seiner Zusammensetzung in der Unterabteilung „Mit ausschließlich mittelgroßen Kationen; (OH usw.) : RO4 > 1 : 1 und < 2 : 1“ zu finden ist, wo er zusammen mit Frondelit und Plimerit die jetzt nach ihm benannte „Rockbridgeitgruppe“ mit der System-Nr. 8.BC.10 bildet.
Auch die vorwiegend im englischen Sprachraum gebräuchliche Systematik der Minerale nach Dana ordnet den Rockbridgeit in die Klasse der „Phosphate, Arsenate und Vanadate“ und dort in die Abteilung der „Wasserfreien Phosphate etc., mit Hydroxyl oder Halogen“ ein. Hier ist er in der ebenfalls in der nach ihm benannten „Rockbridgeitgruppe“ mit der System-Nr. 41.09.02 innerhalb der Unterabteilung „Wasserfreie Phosphate etc., mit Hydroxyl oder Halogen mit (AB)5(XO4)3Zq“ zu finden.

## Chemismus
Bei der chemischen Zusammensetzung ist nicht klar, ob Rockbridgeit Mangan enthalten darf. Während die Mineralogical Tables von Hugo Strunz die Formel (Fe2+, Mn2+)Fe3+4[(OH)5|(PO4)3] angibt, ebenso wie das Datenblatt der Mineralogical Society of America, gibt die International Mineralogical Association die Formel Fe2+Fe3+4[(OH)5|(PO4)3] (ohne Mangan) an. Rockbridgeit bildet jedoch mit seinem Mangan-Analogon Frondelit (Mn2+Fe3+4[(OH)5|(PO4)3]) eine Mischkristallreihe. Da es auch isotyp kristallisiert, dürfte es in der Realität auch nicht klar zu definieren sein.

## Kristallstruktur
Rockbridgeit kristallisiert orthorhombisch in der Raumgruppe Bbmm (Raumgruppen-Nr. 63, Stellung 5) mit den Gitterparametern a = 13,78 Å, b = 16,81 Å und c = 5,17 Å sowie vier Formeleinheiten pro Elementarzelle.
Die Phosphor-Atome liegen im Rockbridgeit als Phosphat-Tetraeder [PO4]3− vor.
Die Kristallstruktur von Rockbridgeit und Dufrenit, aber auch Beraunit ist sehr ähnlich. Die Eisenatome bilden dabei oktaedrische sogenannte h-Cluster, die sich teilweise an Ecken und Seiten berühren. Wenn sich zwei Cluster berühren, sinkt die O-O'-Bindungslänge. Der h-Cluster, der auch von einigen anderen Mineralen bekannt ist, bildet hier zusammen mit den Phosphat-Tetraedern dichte Platten, die kubisch orientiert sind. Das erklärt die kubische Spaltbarkeit von Rockbridgeit. In Rockbridgeit sind die Abstände der h-Cluster länger als in Dufrenit und Beraunit, was dadurch erklärt werden kann, dass mehr Eisen in Rockbridgeit vorhanden ist. Die Elementarzelle besitzt ein orthorhombisch-primitives Gitter aus Eisenatomen, der Rest der Eisenatome befindet sich im Inneren der Elementarzelle. Die Eisenatome sind sechsfach koordiniert, die Phosphoratome bildet [PO4]3−-Tetraeder.

## Bildung und Fundorte

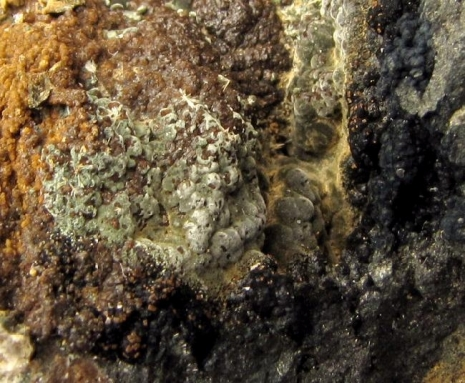
Whitmoreit, Beraunit und Rockbridgeit in Paragenese

Rockbridgeit bildet sich in Lagerstätten von Limonit (Brauneisenerz), als Alternativprodukt zu primären Eisenphosphaten. Es ist häufig vergemeinschaftet mit Triphylin, Hureaulith, Barbosalith, Roscherit und Limonit.
Rockbridgeite hat 203 Fundstellen.
In Deutschland kann das Mineral an einigen Fundstellen gefunden werden. In Baden-Württemberg gibt es eine Fundstelle im Schwarzwald, genauer in Oberwolfach. In Bayern gibt es dreizehn Fundstellen, eine davon in Niederbayern, der Rest in der Oberpfalz. In Hessen gibt es zwei Fundstellen, beide bei Wetzlar. Eine davon ist in Waldgirmes, die andere in Weilburg. In Nordrhein-Westfalen gibt es drei Fundstellen, in Arnsberg, Warstein (beide Sauerland) und Neunkirchen (Siegerland). In Rheinland-Pfalz gibt es weitere Fundstellen im Siegerland, bei Betzdorf und Herdorf, dazu noch zwei Fundstellen im Westerwald, in Linz am Rhein und Altenkirchen.
In Österreich gibt es zwei Fundstellen. Eine ist in Kärnten in Spittal an der Drau, die andere in der Steiermark im Gebirgszug der Koralpe, genauer in Herzogberg (Gemeinde Kindberg).
In der Schweiz gibt es einen Fundort im Kanton Tessin, genauer in Brissago.
Die anderen Fundstellen verteilen sich auf die Länder Argentinien, Australien, Belgien, Brasilien, Chile, Finnland, Frankreich, Italien, Japan, Kasachstan, die Demokratische Republik Kongo, Libyen, Madagaskar, Marokko, Namibia, Norwegen, Portugal, Ruanda, Südafrika, Spanien, Schweden, die Tschechische Republik, das Vereinigte Königreich die Vereinigten Staaten von Amerika.